# 澳大利亞雪梨聖殿
澳大利亞雪梨聖殿（Sydney Australia Temple）是耶穌基督後期聖徒教會的第28座聖殿，位於澳大利亞雪梨的郊外。澳大利亞雪梨聖殿是最後一座小型單一尖頂設計的聖殿。澳大利亞雪梨聖殿於1980年宣布興建，在1984年奉獻，面積30,677平方英尺（2,850.0平方）。